# Lista de senadores estaduais de Goiás da 11.ª legislatura

Esta é uma lista que registram os  senadores estaduais por Goiás, que compuseram a 11.ª legislatura do Congresso Legislativo do Estado. Apenas três partidos existiam à época: o PRG (Partido Republicano de Goiás), PRF (Partido Republicano Federal), e PD (Partido Democrata). O Senado e Câmara Estaduais formavam o Congresso Legislativo. A legislatura foi interrompida na Revolução de 1930. 

## Bancadas
| Partido | Líder                     | Bancada | Posição |
| ------- | ------------------------- | ------- | ------- |
| PD      | Joaquim Rufino Ramos Jubé | 12 / 12 | Governo |

## Mesas diretoras
|      |                           |                          |                      |                  |                        |                   |
| Ano  | Presidente                | 1º Vice-presidente       | 1º Secretário        | 2º Secretário    | 3º Secretário          | 4º Secretário     |
| ---- | ------------------------- | ------------------------ | -------------------- | ---------------- | ---------------------- | ----------------- |
| 1929 | Joaquim Rufino Ramos Jubé | Francisco Perillo Júnior | Leão Di Ramos Caiado | Adolpho Teixeira | Abílio Alves de Castro | Antenor de Amorim |
| 1930 | Joaquim Rufino Ramos Jubé | Francisco Perillo Júnior | Leão Di Ramos Caiado | Adolpho Teixeira | Abílio Alves de Castro | Antenor de Amorim |

## Senadores estaduais
Os 12 senadores eleitos em pertenciam ao Partido Democrata , eram estes:
| Partido | Nome                           |
| ------- | ------------------------------ |
| PD      | Abílio Alves de Castro         |
| PD      | Adolpho Teixeira               |
| PD      | Antenor de Amorim              |
| PD      | Antônio Borges dos Santos      |
| PD      | Deocleciano Nunes da Silva     |
| PD      | Felismino de Souza Viana       |
| PD      | Francisco Perillo Júnior       |
| PD      | Joaquim Rufino Ramos Jubé      |
| PD      | José Rodrigues de Moraes Filho |
| PD      | Leão Di Ramos Caiado           |
| PD      | Pacífico Alves de Amorim       |
| PD      | Pedro de Souza Borba           |